# Берг-коллегия
Берг-колле́гия — орган горной администрации в Российской империи, отвечавший за управление горнорудной промышленностью. Была учреждена в 1719 году по инициативе Петра I.
Возглавлялась президентом, которого назначал монарх. Берг-коллегия являлась функциональным аналогом министерства и входила в состав Двенадцати коллегий.
Действовала в 1719—1731, 1742—1783 и 1797—1807 годах. Руководствовалась Берг-привилегией и Берг-регламентом, а также именными и сенатскими указами.
Берг-коллегия и её местные органы в районах сосредоточения металлургии: Урал, Сибирь и другие.

## История
Ведомство было учреждено для управления горным производством указом Петра I от 10 декабря 1719 года «Об учреждении Берг-коллегиума для ведения в оном дел о рудах и минералах». До этого времени горным делом заведовал Приказ рудокопных дел, учреждённый 24 августа 1700 года. Приказ не имел в своём распоряжении соответствующего аппарата управления и действовал через местные администрации, что не позволило ему стать централизованным органом власти.
Впервые необходимость установления новой формы управления горнозаводством, и именно формы коллегиальной, была заявлена в 1712 году И. Ф. Блюэром в поданном им лично Петру I мемориале, где он подробно устанавливал производство нового ведомства, его права, состав и т. д. Хотя представление Блюэра ближайшего успеха и не имело, но, как вполне соответствующее преобразовательным планам императора, легло в основание при учреждении Берг-коллегии, действовавшей сначала (с 1720 до 1722 года) совместно с Мануфактур-коллегией по «сходству их дел и обязанностей». Но по мере увеличения числа горных заводов, усиливавшегося со времени издания Берг-привилегии, а следовательно, и дел по управлению ими, оказалось неудобным совместное управление горными заводами и мануфактурами. В 1722 году Берг-коллегия была отделена от Мануфактур-коллегии и получила статус самостоятельного учреждения со своими определёнными правами и обязанностями, составом и прочим.

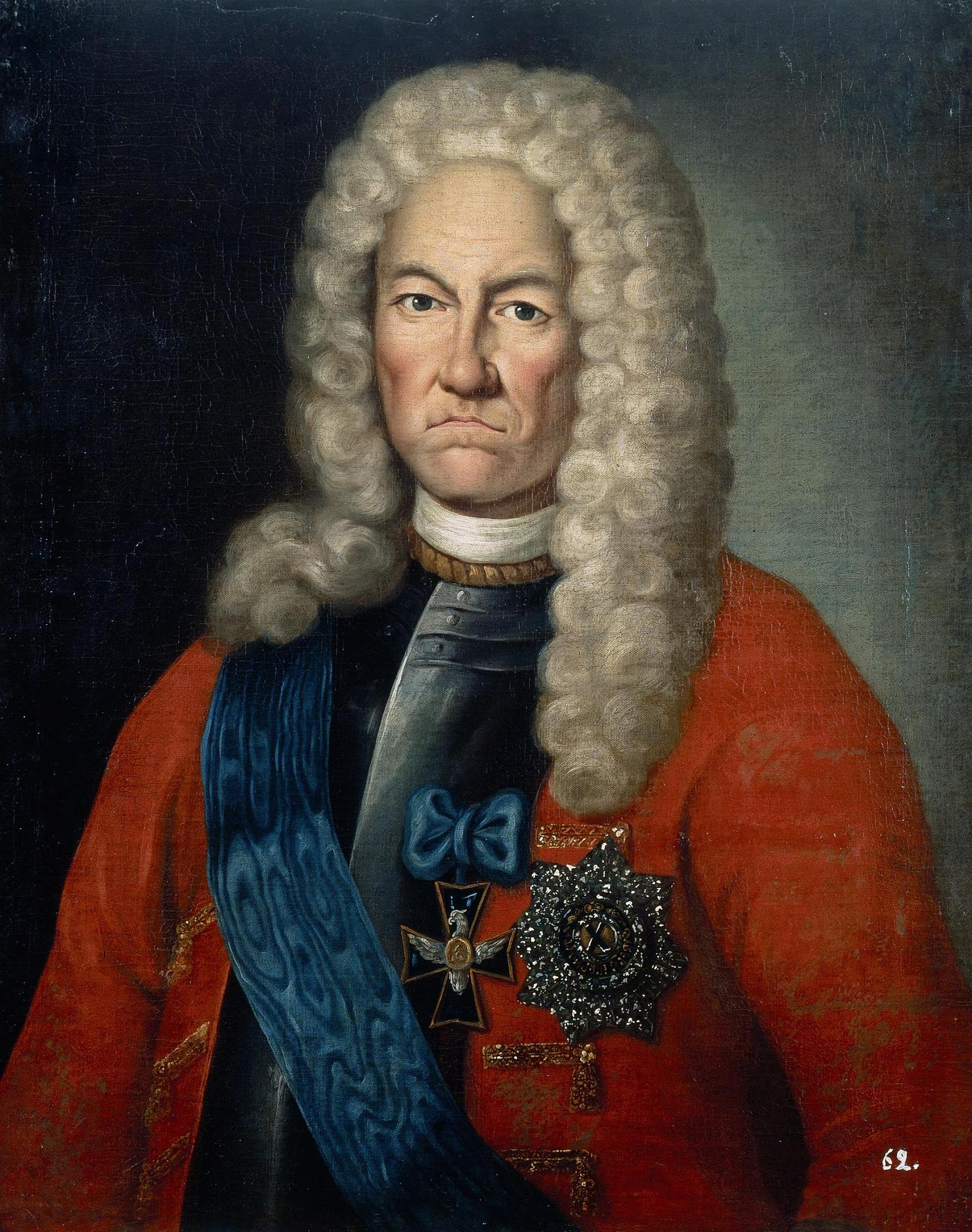
Я. В. Брюс — первый президент Берг-коллегии

18 апреля 1720 года указом Петра I при Берг-коллегии была создана лаборатория для исследований руд и металлов во главе с Я. В. Брюсом.
В функции Берг-коллегии входило непосредственное управление казёнными заводами и управление их продукцией, отвод мест под заводы и рудники, рекомендации по техническому и технологическому развитию заводов, лабораторные исследования проб, рассмотрение споров между заводовладельцами, сбор налогов и контроль над поставками металлов, приписка крестьян к заводам и выдача разрешений на покупку крепостных, наём зарубежных специалистов, осуществление надзорных и карательных мер в отношении работников заводов. Первым президентом созданной Берг-коллегии был назначен Я. В. Брюс. Он руководил ею до 1726 года, улучшил дело добычи и переработки полезных ископаемых, организовал лабораторию для пробирного анализа и исследования руд и металлов.
Под руководством Берг-коллегии находилась московская берг-контора, основанная в 1722 году, и местные горные начальства (бергамты). В 1720 году В. Н. Татищев в Кунгуре учредил Канцелярию горных дел, переведённую в 1722 году на Уктусский завод и переименованную в Сибирское горное начальство, а затем в Сибирское высшее горное начальство. В. де Геннин, сменивший Татищева на посту Главного командира уральских горных заводов, в 1723 году перевёл Канцелярию в Екатеринбург и переименовал учреждение в Сибирский обер-бергамт. Для управления приписными крестьянами дополнительно были созданы Земская контора и Судебная канцелярия. В 1720 году был учреждён Казанский бергамт‚ в 1725 году — Пермский и Нерчинский бергамты.

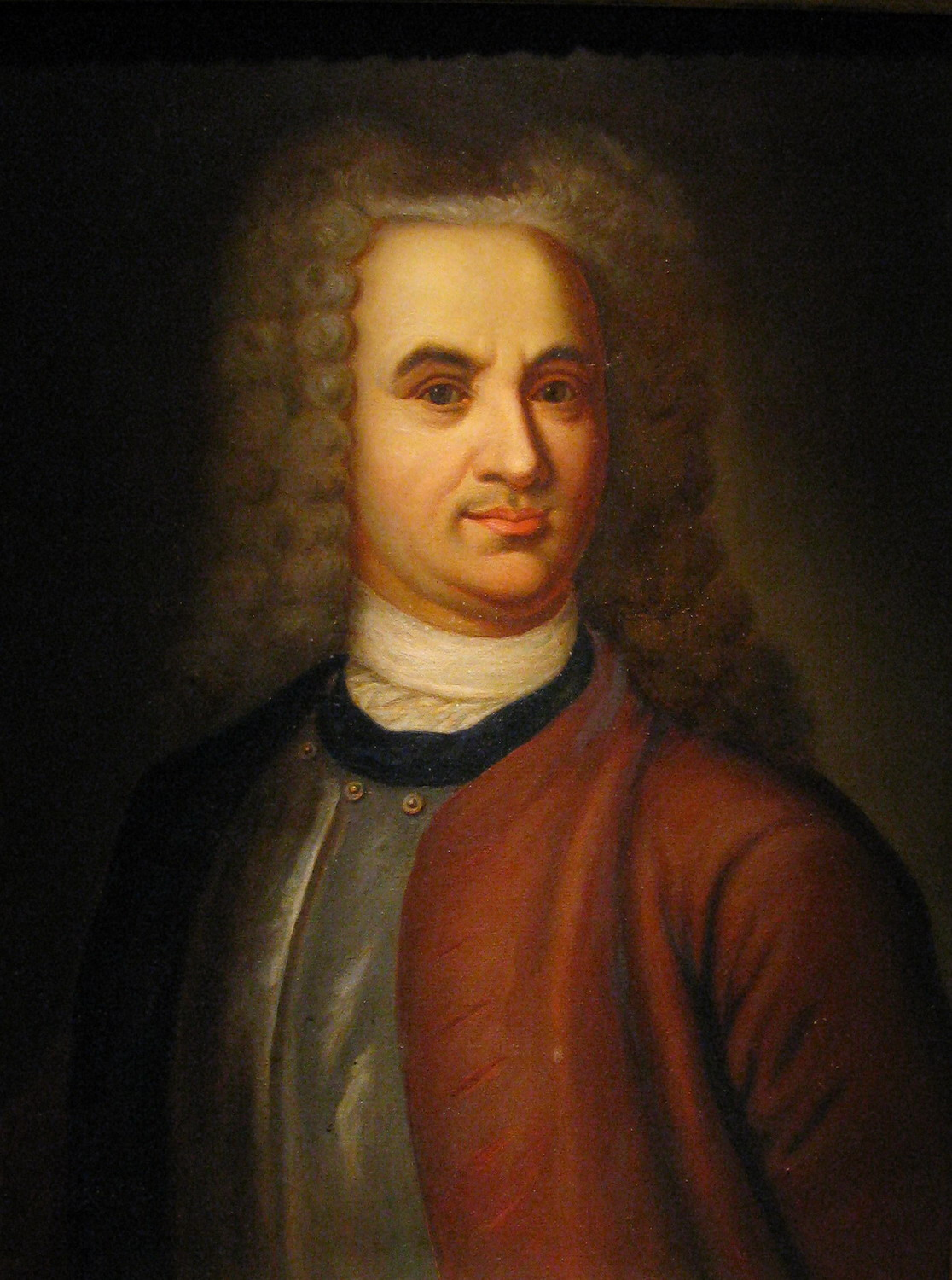
В. Н. Татищев (1686—1750)

Берг-коллегией руководил президент и Берг-коллегиум. Бергамты управлялись коллегией из трёх человек: берг-гауптмана (презуса), обер-бергмейстера и обер-цегентнера (сборщика пошлин), делопроизводством занимался обер-секретарь. В составе бергамта находились берггешворен, два маркшейдера, старший механикус, обер-бергпробирер, два бергмейстера и унтер-вальдмейстер (лесничий). Управление заводами осуществляли гитенфервальтеры, крупными заводами — обер-гитен-фервальтеры, в подчинении которых находились мастера всех цехов и рудников, а также заведующий приписной конторой.
В царствование Петра II Берг-коллегия была переведена в Москву, а в Петербурге оставлена её контора и при ней бергмейстер.
При Анне Иоанновне ради сокращения расходов и излишней переписки уничтожена сначала петербургская контора, а затем Контора мануфактур и самая Берг-коллегия (1731) были переданы в ведение Коммерц-коллегии с полным подчинением ей казённых и частных заводов. Основанием для таких объединений центрального органа горного управления служили соображения сокращения бюрократической переписки.
В 1734 году Татищев переименовал Сибирский обер-бергамт в Канцелярию главного правления Сибирских и Казанских заводов, а также заменил все немецкие названия должностных лиц на русские. В 1737 году были изданы указы, регламентировавшие деятельность всех уральских заводов и систему управления ими. В 1739 году был опубликован Берг-регламент, дополнивший и развивший положения Берг-привилегии 1719 года. Этими законами была утверждена система органов местной горной администрации: заводская контора → горное начальство (бергамт) → Сибирский обер-бергамт (Канцелярия Главного правления заводов).
Указом 4 сентября 1736 года горное дело было изъято из ведомства Коммерц-коллегии, и был учреждён особый департамент под названием Генерал-берг-директориум. При этом коллегиальный порядок выработки решений был утрачен. Но злоупотребления берг-директориума (Генерал-берг-директор Александр фон Шёмберг и его протеже, фаворит Анны Иоанновны Бирон похитили более 400 тысяч рублей) побудили императрицу Елизавету в 1742 году вновь открыть Берг-коллегию в Москве, а в Петербурге контору.
В 1760 году по представлению Шлаттера Берг-коллегия переведена была в Петербург, а в Москве вновь открыта контора. Горнозаводское производство перешло в ведение местных (губернских) казённых палат и учреждённых в их составе горных экспедиций.
В царствование Екатерины II ясно обнаруживались все недостатки такого неустойчивого управления, привёдшего рудники и заводы к упадку. Императрица сначала хотела поправить дело увеличением штата Берг-коллегии и Берг-конторы, который был доведён до 37 человек в Берг-коллегии и 18 — в Берг-конторе (1763), но когда и это не помогло, то указом 27 января 1783 года велено было оставить Берг-коллегию только до 1 мая следующего года, а ведавшиеся в ней дела распределить по разным учреждениям. В заведование казённых палат отошла собственно часть хозяйственная; споры по заводским владениям ведались в палатах гражданских; часть судная по упущениям чиновников в палатах уголовных; распорядком полицейским стали заведовать губернские правления; за доходами, поступающими в казну от горных заводов, должна была наблюдать вновь учреждённая в 1783 году Экспедиция для горных дел. Для надзора за горными заводами при казённых палатах состояли особые горные экспедиции, например, Олонецкая, Пермская, Вятская и другие.
Изменявший все установления своей царственной матери император Павел изменил и эту систему управления горным делом, открыв вновь Берг-коллегию (14 декабря 1796 года) и контору (16 апреля 1797 года) со всеми их прежними правами и привилегиями, какие они имели до 1775 года. С учреждением министерств Берг-коллегия прекратила своё существование, и её заменил Горный департамент, возникший в 1807 году и подчинённый сначала Министерству коммерции, а потом, в 1810 году, вследствие закрытия последнего, — Министерству финансов.
В 1804 году в результате реформы местного горного управления в Российской империи были образованы пять горных округов (горных административных районов). Руководство ими осуществляли специально назначаемые берг-инспекторы. В соответствии с «Горным положением», утверждённым в 1806 году, первый горный округ с правлением в Перми охватывал горные районы «хребта Уральского», второй округ, образованный в Москве — «замосковные» горные районы.
Выдающуюся роль в развитии горного надзора сыграл знаменитый русский историк, горный инженер В. Н. Татищев. В 1734 году он разработал «Горный устав» и «Наказ шахтмейстеру» (руководство по надзору за частными горными предприятиями и заводами). Хотя эти документы были официально утверждены лишь 7 января 1818 года, они широко применялись в практической работе горных администраций на Урале вплоть до XIX века.
Учреждённый в 1807 году Горный департамент состоял из двух отделений: Горной экспедиции, ведавшей дела хозяйственные и исполнительные, и Горного совета, для дел учредительных, законодательных, учёных и искусственных. В 1811 году горный департамент был переименован в Департамент горных и соляных дел (ПСЗРИ, № 24927) и восстановился вновь только в 1863 году.

## Даты
| Дата            | Наименование                                                  |
| --------------- | ------------------------------------------------------------- |
| 23 декабря 1719 | Указом Петра I создана Берг-коллегия                          |
| 13 июня 1806    | Создание Горного департамента в составе Министерства финансов |

## Руководство
Президенты Берг-коллегии (в скобках — годы правления):
- Я. В. Брюс (1719—1726);
- А. К. Зыбин (1726—1731);
- А. Ф. Томилов (1742—1753);
- М. С. Опочинин (1753—1760);
- И. А. Шлаттер (1760—1767);
- А. Э. Мусин-Пушкин (1767—1771);
- М. Ф. Соймонов (1771—1781);
- И. Г. Рязанов (1781—1784);
- А. А. Нартов (1796—1798);
- А. В. Алябьев (1798—1803);
- А. И. Корсаков (1803—1807)[16].